# 前707年
| 千纪： | 前1千纪 |
| 世纪： | 前9世纪 \| 前8世纪 \| 前7世纪 |
| 年代： | 前730年代 \| 前720年代 \| 前710年代 \| 前700年代 \| 前690年代 \| 前680年代 \| 前670年代 |
| 年份： | 前712年 \| 前711年 \| 前710年 \| 前709年 \| 前708年 \| 前707年 \| 前706年 \| 前705年 \| 前704年 \| 前703年 \| 前702年 |
| 纪年： | 壬申年（狗年）；周桓王林十三年；鲁桓公允五年；齐僖公禄父二十四年；晋小子侯二年；曲沃武公称九年；卫宣公晋十二年；蔡桓侯封人八年；郑庄公寤生三十七年；曹桓公终生五十年；燕宣侯四年；陈桓公鲍三十八年；杞武公四十四年；宋庄公冯三年；秦宁公九年；楚武王熊通三十四年 |

## 大事记
- 東周鄭國繻葛之戰，王師大敗
- 陳國公子佗弒世子免而自立
- 杞國（河南杞縣）攻州國（山東安丘），州國國君淳于公，適赴曹國聘問，知州國危急，懼不敢返，逕奔魯國。州亡，杞遂遷都淳于城[1]。